# Поточний рахунок
Поточний рахунок — вид банківського рахунку, який відкривається банківською установою юридичним та фізичним особам для зберігання коштів і здійснення безготівкових платежів у національній або іноземній валюті відповідно до умов договору на розрахунково-касове обслуговування та вимог законодавства.
Зокрема, поточні рахунки відкривають профспілковим та іншим громадським організаціям, юридичним особам, що не перебувають на господарському розрахунку й утримуються за кошторисами з бюджетних асигнувань, а також уповноваженим цих підприємств, які перебувають поза місцем знаходження підприємств, установ та організацій.